# Милан Мандарић
Милан Мандарић (Вребац, 5. септембар 1938) амерички је предузетник, српског порекла.
Мандарић је доста успеха направио са клубовима где је био власник, од белгијског Шарлроаа, преко француске Нице, до енглеских Портсмута, Лестера и Шефилд Венздеја. Од 2015, власник је Олимпије, клуба који доминира у Словенији.

## Биографија
Милан Мандарић је рођен 5. септембра 1938. у селу Вребац у Лици.

## Пословање

### Југославија и Србија
Са 21 годином, Милан Мандарић је преузео очеву продавницу, а са 26 је његова фирма постала најјача у целој земљи. У то време Југославија је била комунистичка држава, али релативно слободног тржишта у односу на земље истог типа. До тог момента, држава је подстицала приватно предузетништво. Мандарић који је производио делове за кола постао је превише успешан и почео да бива трн у оку људи који су управљали државом.

### САД
Године 1969, забринут владиним виђењем његовог пословања, напушта Србију и прелази у Сједињене Америчке Државе. Већину богатства које је стекао у Србији морао је да остави за собом и у САД је добио посао код произвођача рачунарских делова. Када су два старија управника напустила компанију, Мандарићу је био понуђен посао трећег партнера. Фирма је била успешна, али је због неслагања око процеса производње Мандарић напустио компанију и основао сопствену, Лика корпорејшон 1971. Године 1976, Мандарић добија америчко држављанство. Те године, његова компанија постала је најуспешнији произвођач рачунарских делова у САД. Овај пионирски успон који је предводио довео је до формирања Силицијумске долине. Компанију продаје Тенди корпорацији и оснива нову, Санмина, која је развијала производе високе технологије.